# Yalgorup-Nationalpark
Der Yalgorup-Nationalpark (englisch Yalgorup National Park) ist ein 1159 Quadratkilometer großer Nationalpark im Südwesten von Western Australia, Australien.

## Lage
Der Park befindet sich etwa 100 Kilometer südlich von Perth und 20 Kilometer südwestlich von Mandurah. Er verläuft in einem bis zu 10 km breiten Streifen zwischen der Küste des Indischen Ozeans und dem Bunbury Highway im Landesinneren.

## Geschichte
Die Bezeichnung Yalgorup ist abgeleitet von zwei Worten aus der Sprache der Noongar Aborigines: Yalgor, etwa Sumpf oder See, und up, ein Suffix für einen Ort. Der Arzt Alexander Collie und Leutnant William Preston kamen als erste Europäer in dieses Gebiet, als sie 1829 die Küste von Mandurah bis Bunbury erkundeten. Von ihnen wurden auch die beiden größten Seen des Parks benannt: Lake Preston und Lake Clifton.

## Geologie
Die Böden des Yalgorup-Nationalparks sind ozeanischen Ursprungs. Sie bestehen hauptsächlich aus kalkhaltigem Material von Muscheln und anderen Meeresorganismen. Diese Böden wurden infolge von Schwankungen des Meeresspiegels als Serien von Dünen parallel zur heutigen Küstenlinie abgelagert. Die für den Park charakteristischen Seen liegen in den Tälern dieses Dünensystems.
Felsähnliche Strukturen, bekannt als Thrombolithen, befinden sich entlang des Lake Clifton. Wie die bekannteren Stromatolithen des Hamelin Pools in Shark Bay, werden auch die Thrombolithen von winzigen Mikroorganismen gebildet. Sie gehören zu den frühesten Lebensformen und besiedelten vor 3,5 Mrd. bis 650 Mio. Jahren die Erde.